# Giulia Arcioni
Giulia Arcioni (* 21. März 1986 in Rom) ist eine italienische Sprinterin.
Arcioni vertrat Italien bei den Olympischen Spielen 2008. Sie nahm in der 4-mal-100-Meter-Staffel zusammen mit Anita Pistone, Vincenza Calì und Audrey Alloh teil. In der ersten Runde schieden sie durch Disqualifikation aus und konnten das Finale somit nicht erreichen. Bei der Sommer-Universiade 2009 erreichte sie in der 4-mal-100-Meter-Staffel den ersten Platz zusammen mit Audrey Alloh, Doris Tomasini und Maria Aurora Salvagno. Arcionis Bestzeiten betragen 11,79 s im Sprint über 100 Meter aus 2005 und 23,40 s über 200 Meter vom Juli 2010.